# Organizzazione mondiale del commercio
L'Organizzazione mondiale del commercio, abbreviato in OMC (in inglese World Trade Organization, WTO; in francese Organisation mondiale du commerce, OMC), è un'organizzazione internazionale creata allo scopo di supervisionare numerosi accordi commerciali tra gli Stati membri. Vi aderiscono 164 Paesi e altri 26 paesi stanno negoziando l'adesione all'Organizzazione, comprendendo così oltre il 97% del commercio mondiale di beni e servizi. La sede si trova, dal 1995, presso il Centro William Rappard a Ginevra, Svizzera.

## Storia
L'OMC è stata istituita il 1º gennaio 1995, alla conclusione dell'Uruguay Round, i negoziati che tra il 1986 e il 1994 hanno impegnato i paesi aderenti al GATT, i cui risultati sono stati sanciti nell'accordo di Marrakech del 15 aprile 1994. Membri dell'Organizzazione mondiale del commercio sono gli Stati e i "territori doganali separati": non è chiaro quale sia il profilo dell'Unione europea.
L'OMC ha così assunto, nell'ambito della regolamentazione del commercio mondiale, il ruolo precedentemente detenuto dal GATT: di quest'ultimo ha infatti recepito gli accordi e le convenzioni adottati (tra i più importanti il GATT, il GATS e il TRIPS) con l'incarico di amministrarli ed estenderli; a differenza del GATT, che non aveva una vera e propria struttura organizzativa istituzionalizzata, l'OMC prevede invece una struttura comparabile a quella di analoghi organismi internazionali.

## Attività
L'obiettivo generale dell'OMC è l'abolizione o per lo meno la riduzione delle barriere tariffarie al commercio internazionale; a differenza di quanto avveniva in ambito GATT, oggetto della normativa dell'OMC sono, però, non solo i beni commerciali, ma anche i servizi e le proprietà intellettuali.
Tutti i membri dell'OMC sono tenuti a garantire verso gli altri membri dell'organizzazione lo "status" di "nazione più favorita" (most favoured nation): le condizioni applicate al paese più favorito (vale a dire quello cui vengono applicate il minor numero di restrizioni) sono applicate (salvo alcune eccezioni minori) a tutti gli altri stati.
L’OMC rappresenta un meccanismo di enforcement degli accordi molto sviluppato rispetto alle organizzazioni internazionali tradizionali. Nel caso in cui dovesse riscontrare che una misura nazionale viola gli accordi, infatti, l’OMC, pur non avendo potere esecutivo, deve raccomandare che la misura sia resa compatibile con gli accordi e deve vigilare affinché siano rispettate le sue raccomandazioni.
Dopo la Conferenza ministeriale di Seattle nel 1999, che avrebbe lanciato il cosiddetto ‘Millennium Round’, ma che è fallita a causa del mancato accordo tra paesi industrializzati e paesi in via di sviluppo e per le proteste da parte del movimento ‘no global’, è stato lanciato a Doha nel 2001, a due mesi dall’11 settembre, il ‘round sullo sviluppo’. Tale esigenza riflette il fatto che la maggioranza dei membri dell'OMC è composta oggi da paesi scarsamente sviluppati, per i quali il commercio internazionale rappresenta la possibile via d’uscita da una condizione di povertà.
Tuttavia, a causa delle profonde divergenze tra i membri, in particolare tra paesi industrializzati – Unione Europea, Stati Uniti e Giappone – e paesi emergenti e in via di sviluppo – rappresentati soprattutto da Brasile, India, Cina, Sudafrica –, il negoziato è ancora in fase di stallo e, al fine di sbloccare la situazione, il National Foreign Trade Council ha proposto la negoziazione separata di alcune parti del programma.

## Funzioni
A norma dell'Articolo III dell'Accordo di Marrakech le funzioni dell'OMC sono le seguenti:
1. L'OMC favorisce l'attuazione, l'amministrazione e il funzionamento del presente accordo e degli accordi commerciali multilaterali, ne persegue gli obiettivi e funge da quadro per l'attuazione, l'amministrazione e il funzionamento degli accordi commerciali plurilaterali.
2. L'OMC fornisce un contesto nel cui ambito si possono svolgere negoziati tra i suoi membri per quanto riguarda le loro relazioni commerciali multilaterali nei settori contemplati dagli accordi riportati in allegato al presente accordo. L'OMC può inoltre fungere da ambito per ulteriori negoziati tra i suoi membri per quanto riguarda le loro relazioni commerciali multilaterali e da contesto per l'applicazione dei risultati di tali negoziati, secondo le modalità eventualmente decise da una Conferenza dei ministri.
3. L'OMC amministra l'intesa sulle norme e sulle procedure che disciplinano la risoluzione delle controversie [...]

Inoltre: 
4. Al fine di rendere più coerente la determinazione delle politiche economiche a livello globale, l'OMC coopera, se è il caso, con il Fondo Monetario Internazionale (FMI) e con la Banca Mondiale e con le agenzie economiche a essa affiliate.
Le due funzioni principali dell'OMC possono, dunque, essere identificate nelle seguenti:
- quella di forum negoziale per la discussione sulla normativa del commercio internazionale (nuova ed esistente);
- quella di organismo per la risoluzione delle dispute internazionali sul commercio.

### Negoziazione delle normative sul commercio internazionale
Mentre la maggior parte delle organizzazioni internazionali operano secondo il criterio "un paese, un voto" o anche secondo quello del "voto ponderato", molte delle decisioni prese in ambito OMC (come, ad esempio, l'adozione degli accordi o la revisione degli stessi) sono prese secondo il meccanismo del consenso: tale criterio non prevede l'unanimità delle decisioni ma che nessun paese membro consideri una decisione talmente inaccettabile da obiettarvi; le votazioni sono dunque utilizzate esclusivamente come meccanismo sussidiario o nei casi determinati dall'accordo istitutivo.
Il vantaggio dell'adozione delle decisioni sulla base del consenso risiede nel fatto che in tal modo si incoraggiano gli sforzi tesi a proporre e adottare decisioni che siano le più largamente condivisibili e condivise; gli svantaggi di tale iter procedurale sono invece riscontrabili nell'allungamento dei tempi necessari e nel numero dei round negoziali necessari a raggiungere il consenso per l'adozione delle decisioni nonché nell'utilizzo di un linguaggio ambiguo nella stesura dei punti controversi nelle decisioni, in modo tale che la successiva interpretazione degli stessi risulta spesso difficoltosa.
I più recenti fallimenti del modello decisorio dell'OMC basato sul consenso si sono avute alle conferenze di Seattle del 1999 e di Cancún del 2003, fallimenti prevalentemente dovuti al rifiuto, da parte di alcuni paesi in via di sviluppo, di accettare le proposte di decisione avanzate (da parte degli Stati Uniti e dell'Unione europea in primis); inoltre il round negoziale denominato Doha round, che ha avuto inizio con la Quarta Conferenza Ministeriale dell'OMC tenutasi a Doha in Qatar nel novembre 2001, ha presentato fasi altamente conflittuali senza il raggiungimento di alcun accordo finale nonostante i continui incontri negoziali tenutisi, di volta in volta, a Cancún, Ginevra, e Parigi.

### Risoluzione delle controversie internazionali
Al pari delle altre organizzazioni internazionali, l'OMC non ha un effettivo e significativo potere per sostenere le proprie decisioni nelle dispute fra paesi membri: qualora un paese membro non si conformi a una delle decisioni dell'organo di risoluzione delle controversie internazionali costituito in ambito WTO, quest'ultimo ha la possibilità di autorizzare delle "misure ritorsive" da parte del paese ricorrente, ma manca della possibilità di adottare ulteriori azioni ritorsive; ciò comporta, ad esempio, che i paesi a economia maggiormente sviluppata e solida possono sostanzialmente ignorare i reclami avanzati dai paesi economicamente più deboli dal momento che a questi ultimi semplicemente mancano i mezzi per poter porre in atto delle "misure ritorsive" realmente efficaci nei confronti di un'economia fortemente più solida che obblighino quindi il paese verso il quale il reclamo è indirizzato a cambiare le proprie politiche; un esempio di tale situazione è rintracciabile nella controversia DS 267 che ha dichiarato illegali i sussidi statunitensi alla produzione del cotone.
La complessità del diritto dell'OMC costituisce una sfida per i paesi in via di sviluppo e, in particolar modo, per i paesi in assoluto meno sviluppati i quali non hanno in genere le risorse per acquisire l'expertise in materia. Questa carenza è particolarmente sentita al momento di gestire eventuali dispute sulla corretta applicazione degli accordi OMC. Proprio per ovviare a questo problema alcuni stati hanno creato, nel 2001, un'organizzazione internazionale specifica, il Centro consultivo sul diritto dell'OMC.

## Stati membri
membri
     membri rappresentati dall'Unione europea
     osservatori

Mappa degli stati membri dell'OMC:
membri
membri rappresentati dall'Unione europea
osservatori

Al momento della sua istituzione l'OMC contava 76 stati (i paesi aderenti al "GATT 1947" nonché le Comunità europee). Negli anni successivi altri stati si sono uniti all'organizzazione. L'OMC contava 164 membri al 29 luglio 2016, in seguito all'adesione dell'Afghanistan: l'elenco aggiornato degli stati membri dell'OMC può essere reperito a questo link Archiviato il 5 gennaio 2012 in Internet Archive..
I seguenti paesi non-membri sono presenti come "osservatori" (e, tra questi, molti hanno fatto richiesta di adesione all'organizzazione): 
- Algeria
- Andorra
- Azerbaigian
- Bahamas

- Bhutan
- Bielorussia
- Bosnia ed Erzegovina
- Città del Vaticano

- Comore
- Etiopia
- Guinea Equatoriale
- Iran

- Iraq
- Libano
- Libia
- São Tomé e Príncipe

- Serbia
- Siria
- Somalia
- Sudan

- Sudan del Sud
- Timor Est
- Uzbekistan

L'Iran ha richiesto l'affiliazione fin dal 1996, ma gli Stati Uniti d'America, accusando il governo di Teheran di supportare il terrorismo internazionale, hanno bloccato la domanda del paese asiatico per ben 22 volte: nel marzo del 2005 gli Stati Uniti hanno affermato di voler ritirare il proprio veto verso l'Iran come parte di un accordo più generale collegato al controllo del nucleare. La Russia, pur avendo fatto domanda per divenire stato membro (dell'allora GATT) fin dal 1993, è diventata membro solo nel dicembre del 2011.
Il negoziato di adesione più breve è stato quello del Kirghizistan, durato due anni e dieci mesi. I più lunghi sono stati invece quelli della Repubblica Popolare Cinese, durato 15 anni e 5 mesi, e della Russia, durato quasi 18 anni.

## Organizzazione
Secondo quanto sancito dall'Articolo IV dell'Accordo Istitutivo, l'OMC presenta la seguente struttura organizzativa:
- una Conferenza ministeriale (composta da rappresentanti di tutti gli stati membri dell'OMC) che si riunisce almeno una volta ogni due anni: tale Conferenza ministeriale svolge le funzioni dell'OMC ed è abilitata a prendere decisioni in relazione a tutti gli aspetti contemplati negli accordi commerciali multilaterali sottoscritti;
- un Consiglio generale, composto anch'esso dai rappresentanti di tutti gli stati membri, il quale - negli intervalli tra una riunione e l'altra della Conferenza dei ministri - esercita le funzioni proprie di quest'ultima; il Consiglio generale si riunisce, inoltre, ogniqualvolta necessario per esercitare le funzioni dell'organo di conciliazione previsto nell'intesa sulla risoluzione delle controversie nonché quelle dell'organo di esame delle politiche commerciali;
- un "Consiglio per gli scambi di merci" (che sovrintende al funzionamento degli accordi commerciali multilaterali relativi allo scambio di merci - cosiddetto "GATT 1994"), un "Consiglio per gli scambi di servizi" (che sovrintende al funzionamento dell'accordo generale sugli scambi di servizi - cosiddetti "GATS") e un "Consiglio per gli aspetti dei diritti di proprietà intellettuale attinenti al commercio" (quest'ultimo denominato "Consiglio TRIPS", dall'acronimo dell'accordo che ne è alla base); questi tre Consigli, che operano sotto l'indirizzo del Consiglio generale, svolgono le funzioni a essi attribuite dai rispettivi accordi e dal Consiglio generale e si riuniscono ogniqualvolta sia necessario per esercitare le loro funzioni; la partecipazione a tali Consigli è aperta ai rappresentanti di tutti i paesi membri;
- una serie di Comitati specifici (il "Comitato commercio e sviluppo economico", il "Comitato restrizioni per motivi di bilancia dei pagamenti" e il "Comitato bilancio, finanze e amministrazione"), per l'esercizio di specifiche funzioni attribuite loro dall'accordo istitutivo dell'OMC e dagli accordi commerciali multilaterali, nonché le eventuali ulteriori funzioni a essi attribuite dal Consiglio generale (ad esempio, nel quadro delle sue funzioni, il "Comitato commercio e sviluppo economico" riesamina periodicamente le disposizioni speciali degli accordi commerciali multilaterali a favore dei paesi membri meno sviluppati e riferisce al Consiglio generale perché siano prese le opportune iniziative);
- un Segretariato, diretto da un Direttore generale.

### Il Direttore generale del GATT
Il Direttore generale dell'OMC detiene il più importante ufficio permanente in ambito OMC: è, infatti, responsabile della supervisione delle funzioni amministrative in seno all'organizzazione; dal momento che le decisioni politiche sono però prese dai rappresentanti degli stati membri (tramite le Conferenze ministeriali o il Consiglio generale dell'organizzazione). Il potere del Direttore generale dell'OMC dipende molto dal suo profilo. In effetti, se dispone di un importante capitale politico (come per esempio Pascal Lamy) può giocare un ruolo molto proattivo. Può in effetti cercare di spingere gli stati membri verso un accordo attraverso più mezzi: a) la diplomazia informale; b) aumentando la pressione sui negoziatori attraverso, per esempio, l'utilizzo dei media e c) attraverso la proposta di un progetto di accordo. Attraverso l'organizzazione delle conferenze ministeriali e dei negoziati a Ginevra, può anche influenzare fortemente le discussioni (per esempio, fissare dei termini per produrre degli accordi può influenzare la loro riuscita oppure deciderne il formato e può influenzare il livello di partecipazione dei vari membri).
Dal 1º marzo 2021 la carica è rivestita dalla nigeriana Ngozi Okonjo-Iweala, che ha preso il posto del brasiliano Roberto Azevêdo. La carica è stata formalmente istituita (in ambito GATT) nel 1965, sebbene possa essere vista come la continuazione del precedente mandato di Segretario dell'esecutivo; l'elenco dei detentori dell'incarico è il seguente:
- Eric Wyndham White (Gran Bretagna): 23 marzo 1965 - 6 maggio 1968
- Olivier Long (Svizzera): 6 maggio 1968 - 1º ottobre 1980
- Arthur Dunkel (Svizzera): 1º ottobre 1980 - 1º luglio 1993

### Direttori generali
Source: Official website
| Nº | Nome                  | Nazione       | Periodo | Periodo |
| Nº | Nome                  | Nazione       | Inizio  | Fine    |
| -- | --------------------- | ------------- | ------- | ------- |
| 1º | Peter Sutherland      | Irlanda       | 1995    | 1995    |
| 2º | Renato Ruggiero       | Italia        | 1995    | 1999    |
| 3º | Mike Moore            | Nuova Zelanda | 1999    | 2002    |
| 4º | Supachai Panitchpakdi | Thailandia    | 2002    | 2005    |
| 5º | Pascal Lamy           | Francia       | 2005    | 2009    |
| 5º | Pascal Lamy           | Francia       | 2009    | 2013    |
| 6º | Roberto Azevêdo       | Brasile       | 2013    | 2017    |
| 6º | Roberto Azevêdo       | Brasile       | 2017    | 2021    |
| 7ª | Ngozi Okonjo-Iweala   | Nigeria       | 2021    |         |

## Critiche
Alla fine degli anni novanta l'OMC è diventato il principale oggetto delle critiche e delle proteste del movimento no-global, "new-global" e altri. Alcune delle critiche rivolte all'OMC possono essere così riassunte: 
1. L'OMC è un'organizzazione esclusivamente settoriale e indifferente rispetto alle violazioni dei diritti umani fondamentali universali. L'attenzione agli aspetti prettamente commerciali comporta due lati negativi: da un lato, la sostanziale indifferenza rispetto a tematiche quali l'ambiente naturale o i diritti delle minoranze; d'altro lato, il fatto che anche a Stati non democratici è stata concessa l'adesione all'OMC, con i vantaggi commerciali che ne conseguono. Peraltro, essendo un'organizzazione solamente intergovernativa (quindi priva di sovranità), l'OMC non ha il potere di espellere i propri membri né di sospendere le proprie norme nei confronti degli Stati responsabili di violazioni dei diritti umani o crimini di guerra.
2. L'OMC promuove tout court la globalizzazione dell'economia, la liberalizzazione commerciale, la libera circolazione dei capitali in tutto il mondo (a eccezione dei cosiddetti paesi "canaglia", esclusi per ragioni politiche), senza considerare le ricadute occupazionali. L'ingresso di un gigante come la Cina, che ha avuto per oltre un decennio vantaggi competitivi come il basso costo del lavoro e l'assenza di sindacati a tutela dei diritti dei lavoratori, e che fa largo uso di pratiche di concorrenza sleale quali dumping e prezzi predatori, ha causato un vero e proprio shock nell'offerta dei prodotti manifatturieri a livello mondiale, creando squilibri nei mercati del lavoro locali.
3. Gli Stati del nord del mondo sono accusati di privilegiare gli interessi delle proprie multinazionali e, in generale, i propri interessi nazionali invece di promuovere lo sviluppo degli altri membri. A conferma dello squilibrio di potere tra gli stati membri dell'organizzazione, sta il fatto che la liberalizzazione del commercio dei prodotti agricoli ha favorito soprattutto quelli del nord commerciabili nel sud del mondo e non viceversa, in quanto le derrate del sud rimangono tagliate fuori dai mercati settentrionali.[7]
4. Pur essendo la partecipazione all'OMC da parte delle nazioni un atto volontario e non obbligatorio, i critici sostengono che la mancata partecipazione di uno Stato si sostanzierebbe in un embargo de facto: il paese, pur non essendo escluso dal commercio globale, non può giovarsi della clausola della nazione più favorita, e quindi si trova a pagare dazi più elevati per vendere i propri prodotti.
5. Il processo decisionale dell'organizzazione è dominato dai "tre grandi" membri dell'OMC (Stati Uniti, Unione europea e Giappone) che sono stati accusati di utilizzare l'OMC per esercitare un'eccessiva influenza sugli stati membri più deboli: di fatto i paesi in via di sviluppo sono obbligati a ratificare le convenzioni sottoscritte dal Consiglio generale, pena l'applicazione di sanzioni e l'imposizione dell'obbligo di recepire gli accordi.
6. Sotto l'egida della liberalizzazione si sono accettati concordati che invece privatizzano certi determinati beni; il più criticato è il TRIPS, cioè l'accordo che impone brevetti addirittura sulle molecole usate da, tipicamente, multinazionali farmaceutiche per produrre medicinali. Questo accordo dunque aumenta enormemente i prezzi dei medicinali anche in caso di emergenza sanitaria, ma naturalmente vi sottostanno solo i Paesi poveri che non hanno il potere economico di imporre alle multinazionali farmaceutiche di abolire temporaneamente i brevetti, fatto invece che i Paesi più ricchi possono fare e fanno, caso eclatante fu l'abolizione dei brevetti per l'antibiotico Cipro della Bayer quando nel 2001 alcuni americani erano risultati positivi alle spore di antrace[16].
7. Il peso del voto è assegnato in base al peso del mercato del singolo Paese, avvantaggiando ovviamente chi ha già un mercato consistente.
8. Non vi è un numero di funzionari stabilito, perciò i Paesi che se lo possono permettere portano alle riunioni un numero consistente di funzionari, mentre quelli più poveri saranno svantaggiati nelle discussioni.
9. Prima delle riunioni vengono tenute delle discussioni esclusive, le cosiddette Green Rooms, in cui vengono invitati alcuni Paesi e altri no; la conseguenza è che alcuni Paesi, i più ricchi e influenti, arrivano alle riunioni avendo già concordato in anticipo e avendo deciso una posizione da mantenere insieme [16].

## Cronologia
- 1986 - 1994: negoziati dell'Uruguay Round in ambito GATT che portano, con l'accordo di Marrakech all'istituzione dell'OMC.
- 1º gennaio 1995: inizio delle operazioni dell'OMC.
- 1º maggio 1995: Renato Ruggiero viene nominato Direttore Generale per i successivi quattro anni.
- 9 dicembre - 13 dicembre 1996: prima Conferenza Ministeriale dell'OMC a Singapore. Nel corso della conferenza emergono disaccordi tra paesi in via di sviluppo e paesi industrializzati in merito a quattro tematiche: protezione degli investimenti, politica della concorrenza, trasparenza negli appalti statali e sussidi al commercio (a tali controversie si farà riferimento, negli anni seguenti, come ai "Singapore issues").
- 18 maggio - 20 maggio 1998: seconda Conferenza Ministeriale a Ginevra (Svizzera).
- 1º settembre 1999 - Mike Moore diviene Direttore Generale; dal momento che tale nomina era stata fortemente contestata viene trovato un compromesso nel mantenere in carica Moore solo per metà della normale durata del mandato (tre anni invece dei normali sei anni) e di affidare l'incarico a Supachai Panitchpakdi per i successivi tre anni, fino al termine del mandato.
- 30 novembre - 3 dicembre 1999: terza Conferenza Ministeriale dell'OMC a Seattle (Stati Uniti); la conferenza termina con un fallimento, in compenso le dimostrazioni di massa contro l'OMC e la globalizzazione e i disordini a queste collegati calamitano l'attenzione mondiale sull'incontro.
- 9 novembre - 13 novembre 2001: la quarta Conferenza Ministeriale a Doha (Qatar) dà inizio alla serie di negoziati denominati Doha Round; viene emessa la Dichiarazione di Doha.
- 11 dicembre 2001: la Repubblica Popolare Cinese diviene stato membro dell'OMC dopo 15 anni di negoziati (i più lunghi nella storia del GATT/OMC).
- 1º gennaio, 2002: la Repubblica di Cina (Taiwan) diviene membro con il nome di "Separate Customs Territory of Taiwan, Penghu, Kinmen and Matsu".
- 1º settembre 2002: Supachai Panitchpakdi assume la carica di Direttore Generale.
- 10 settembre - 14 settembre 2003: a Cancún (Messico) si tiene la quinta Conferenza Ministeriale dell'OMC tesa al raggiungimento di un accordo sul Doha Round; un'alleanza di 22 paesi del "sud del mondo", il G20 (capitanata da India, Cina e Brasile), si oppone alla richiesta dei paesi del "nord del mondo" di raggiungere un accordo sui "Singapore issues" e chiede la fine dei sussidi all'agricoltura da parte dell'Unione europea e degli Stati Uniti; i negoziati si chiudono senza risultati.
- agosto 2004: nei colloqui negoziali di Ginevra viene raggiunto un accordo quadro sul Doha Round. I paesi industrializzati si impegnano a diminuire i sussidi agricoli mentre, come controparte, i paesi in via di sviluppo diminuiranno le barriere tariffarie ai beni manifatturieri.
- ottobre 2004: la Cambogia diviene stato membro.
- maggio 2005: si tengono nuovi colloqui negoziali a Parigi volti a eliminare i problemi (principalmente tecnici) che impediscono, in vista della nuova conferenza ministeriale che si terrà a Hong Kong, il raggiungimento di un accordo; i cinque partecipanti (Stati Uniti d'America, Australia, Unione europea, Brasile e India) non riescono a raggiungere un accordo su alcuni beni alimentari (in particolare: pollame, carni bovine e riso) mentre la Francia continua a contestare le restrizioni ai sussidi agli agricoltori.
- 13 dicembre - 18 dicembre 2005: a Hong Kong si tiene la sesta Conferenza Ministeriale dell'OMC.
- 7 novembre 2006: il Vietnam diviene il 153º stato membro.
- 2 febbraio 2013: il Laos diviene stato membro.[17]
- 2 marzo 2013: il Tagikistan diviene stato membro.[18]
- 30 novembre 2015: il Kazakistan diviene il 162º stato membro.[19]